# Mario Rimoldi
Mario Rimoldi (Cortina d'Ampezzo, 13 aprile 1900 – Cortina d'Ampezzo, 23 luglio 1972) è stato un collezionista d'arte, imprenditore e politico italiano, sindaco di Cortina d'Ampezzo durante i Giochi Olimpici Invernali del 1956 e preside della locale Scuola d'Arte. A lui è dedicato il Museo d'arte moderna Mario Rimoldi, che ha sede a Cortina d'Ampezzo e ospita 363 opere della sua collezione, considerata tra le più complete per l'arte moderna italiana.

## Biografia

### I primi anni
Nasce a Cortina d'Ampezzo nel 1900 da Antonio Rimoldi, di origini lombarde, e da Sabina Caterina Zangiacomi. Trascorre la giovinezza a Cortina fino al 1921, quando si trasferisce a Roma per frequentare la Scuola Alberghiera. In questi anni si avvicina ad alcuni ambienti artistici della capitale e inizia ad acquistare qualche oggetto d'antiquariato e qualche dipinto ottocentesco.
Tornato a Cortina nel 1923, apre a assieme al fratello Arturo un'agenzia turistica nota come Garage Centrale: sarà questa la prima sede espositiva delle sue opere, che verranno presto contestate dai compaesani. Nel 1929 conosce il ferrarese Filippo de Pisis, il quale dal 1924 era solito villeggiare nei paesi circostanti. Questo incontro cambia totalmente il suo modo di collezionare, che d'ora in avanti verterà su opere di artisti contemporanei. La predilezione per le opere di de Pisis è evidente se ne possiede 200 nel 1938, anno in cui gli scrive: "Mi piacciono infinitamente le opere di Soffici, de Chirico, Carrà, Ravenna, Mucchi, Tomea [...] Le opere migliori però sono sempre quelle del de Pisis, per la loro pittoricità e per la addimostrata loro sensibilità, cultura e intelligenza".
La prima conferma del valore artistico della sua raccolta arriva nel 1939, quando una sua opera, Chiesa di Cortina di Filippo de Pisis, partecipa alla Mostra del paesaggio nazionale e bergamasco e vince il secondo premio. Questa è l'opera alla quale si sente più legato, tanto da dichiarare in un'intervista: "è un quadro che ho di fronte da trent'anni e mi piace sempre di più. Non saprei staccarmene. Un collezionista si sente un po' come il padre dei suoi quadri." 

### Gli anni Quaranta
Nel 1940 la collezione conta 700 opere, di cui 150 ad opera di de Pisis, mentre le altre ad opera di de Chirico, Morandi, Carena, Campigli, Carrà, Tosi, Sironi, Casorati, Ravenna, Semeghini, Rossi, Severini, Guidi, Paulucci, Soffici, Capogrossi, Springolo. Dall'autunno dello stesso anno mette a disposizione la sua collezione per il periodo delle grandi adunate sportive che si terranno a Cortina dal 1941 al 1944. Così nell'inverno del 1941 si tiene presso una sala del Municipio la prima Mostra italiana del Collezionista, patrocinata dalla locale Azienda di Soggiorno e Turismo: è la prima presentazione pubblica della raccolta, corredata da un catalogo con le opere esposte. Visto il successo della manifestazione, la raccolta Rimoldi venne esposta nei mesi successivi anche presso la Galleria del Corso di Trieste, riscuotendo interesse e ammirazione.
Il 1941 è segnato da un evento importante per la collezione e per la stessa Cortina: dal 10 al 31 agosto si tiene presso il Palazzo Duca d'Aosta la Mostra delle collezioni d'arte contemporanea, promossa dalla locale Azienda di Soggiorno e Turismo, sotto l'egida del Ministero dell'Educazione Nazionale e con la preziosa collaborazione di Rimoldi, ideatore della rassegna alla quale partecipa anche in qualità di collezionista. Alla rassegna partecipano venti collezionisti per un totale di 526 opere di 76 artisti. Il Ministero dell'Educazione Nazionale finanzia tre premi che sono così assegnati: il primo ad Alberto della Ragione, il secondo a Carlo Cardazzo e il terzo a Mario Rimoldi. Viene inoltre assegnato un quarto premio a Carlo Cornelio Suppo e il Premio Cortina, da dividersi tra artista e collezionista, a "Natura morta" di Giorgio Morandi appartenente ad Attilio Vallecchi. Nell'autunno dello stesso anno Mario Rimoldi viene nominato presidente della Regia Scuola d'Arte di Cortina d'Ampezzo, che da allora ospiterà una parte della collezione e artisti come de Pisis, Sironi, Campigli, Music e Borgonzoni potranno lavorare nelle aule e entrare in contatto con gli studenti. Anche la stampa ne parla: “La locale scuola d'arte è, forse, l'istituto più dotato d'Italia. I suoi allievi hanno a disposizione qualcosa come 400 quadri, senza dubbio fra le più ricche collezioni d'arte contemporanea esistenti nel nostro Paese”.
Nel 1946 conosce l'artista sloveno Anton Zoran Music, presentatogli da Filippo de Pisis. Tre anni dopo sostiene il Premio Cortina Ulisse istituito da Maria Luisa Astaldi, premio letterario da assegnare a un'opera di divulgazione scientifica. Nel 1950 è tra i fondatori del Circolo Artistico, inaugurato il 5 agosto presso il Palazzo Ariston, dove viene allestita una mostra con 70 opere della collezione Rimoldi e presentata da Rodolfo Pallucchini. In tale contesto nasce l'idea del Premio Parigi che si svolgerà l'anno successivo con l'appoggio di Luigi Ferrarino, direttore dell'Istituto Italiano di Cultura a Parigi. Alla fine dello stesso anno sposa Rosa Braun, che nel 1972 donerà alle Regole d'Ampezzo la parte più prestigiosa della raccolta, avverando il sogno del marito di costituire una sede permanente per la collezione. Alla fine dell'anno Rimoldi organizza una mostra dedicata a Mario Sironi, che sarà poi trasferita prima a Parigi poi a Londra.

### Gli anni Cinquanta
Nel 1951 viene eletto sindaco di Cortina d'Ampezzo e prenderà parte attiva nell'organizzazione dei VII Giochi Olimpici Invernali del 1956. Il Circolo Artistico viene trasformato in Ente Culturale Cortinese, sotto l'egida del Comune e degli enti turistici. Il 28 luglio si inaugura la Rassegna Nazionale d'Arte "Premio Parigi", presso il Palazzo Duca d'Aosta. Rimoldi è in tale occasione il Presidente del Comitato di organizzazione e istituisce un Premio acquisto aggiunto, denominato "Premio Rimoldi". Le opere esposte sono scelte da una Commissione italiana e giudicate da una Commissione francese: i vincitori del "Premio Parigi" sono Antonio Corpora e Anton Zoran Music per la pittura, Marcello Mascherini per la scultura. Il Premio, offerto dall'Ambasciata italiana, consiste in una mostra personale dell'artista presso la Galerie de France, una monografia e un mese di permanenza a Parigi. Il 1951 si conclude con la compilazione di un catalogo delle opere presenti all'Hotel Corona, che Rimoldi gestisce assieme al fratello Arturo.
Nel 1952 organizza presso il Circolo Artistico una mostra dedicata a Mario Sironi e una dedicata a Giorgio de Chirico, il quale trascorre le vacanze natalizie a Cortina e compone una poesia per l'occasione. Dal 1954 dedicherà gran parte del suo tempo all'organizzazione dei VII Giochi Olimpici invernali che si terranno a Cortina nel 1956. Tuttavia, a partire dal 1955 la sua raccolta si arricchisce della Zolfara di Renato Guttuso, acquistata alla Quadriennale di Roma. Questa è la dimostrazione che inizia a frequentare le principali rassegne d'arte a livello nazionale che si svolgono tra Roma, Venezia e Milano, entrando sempre più in contatto con critici e letterati che sono soliti villeggiare a Cortina.
Durante il 1956, anno dei VII Giochi olimpici invernali, organizza una notevole retrospettiva di Filippo de Pisis da poco venuto a mancare. Il 22 agosto dell'anno successivo riceve la Medaglia d'argento ai benemeriti della scuola, della cultura e dell’arte da parte del Presidente della Repubblica, su proposta del Ministro della Pubblica Istruzione Aldo Moro.

### Gli ultimi anni
Nel 1961 organizza al Circolo Artistico una mostra dedicata a Mario Sironi, che sarebbe scomparso poco dopo. Si era legato in amicizia a Rimoldi e a partire dal Secondo dopoguerra aveva soggiornato all'Hotel Corona per lunghi periodi. L'anno successivo organizza, presso la Galleria Zamberlan a Venezia, una mostra personale dedicata a Renato Balsamo, suo caro amico che fonderà il Museo d'arte moderna Mario Rimoldi, dirigendolo fino al 2010.
Nel 1965 organizza al Circolo Artistico una mostra dedicata a Cesetti, che sarà presente all'inaugurazione. In questi anni inizia a pensare a una sistemazione per la sua raccolta, affinché sia non solo museo ma anche biblioteca e sede di eventi culturali.
Mario Rimoldi si spegne il 23 luglio 1972 a Cortina d'Ampezzo. Innumerevoli sono i suoi contributi alla crescita culturale, turistica e sportiva di Cortina d’Ampezzo, oltreché all’arte moderna italiana. Ha inoltre ricoperto varie cariche, in particolare sindaco di Cortina d’Ampezzo dal 1951 al 1956, membro fondatore del Circolo Artistico, presidente della Regia Scuola d’Arte, dell’Unione Gente Italica, del Corpo Musicale Cortina, Ispettore onorario ai Monumenti e Scavi per l’Ampezzo, il Cadore, il Comelico e lo Zoldano, membro del C.L.N. e del Comitato di Soggiorno e Turismo di Cortina.